# Dom s mezoninom
Dom s mezoninom (Дом с мезонином) è un film del 1960 diretto da Jakov L'vovič Bazeljan.